# Kungariket Rwanda
Kungariket Rwanda grundades under 1400-talet, och bestod ungefär av samma område som det moderna Rwanda.  Från 1890 påverkades kungariket alltmer av europeiska intressen. 1885-1919 ingick kungariket i Tyska Östafrika och från 1922 en del av den belgiska kolonin Ruanda-Urundi innan det blev en självständig stat 1962. Samma år upphörde Kungariket att existera, då Rwanda blev en republik genom en statskupp och en folkomröstning. Kung Kigeli V av Rwanda gick då i exil.